# Michajłowskaja Dacza
Michajłowskaja Dacza (ros. Михайловская Дача) – przystanek kolejowy w miejscowości Petersburg, w Rosji. Położony jest na linii z Dworca Bałtyckiego do Wiejmarna.

## Historia
Przystanek powstał w 1958. Początkowo nosił nazwę Zawodskoj (ros. Заводской) od pobliskich zakładów remontowych broni pancernej, dla pracowników których został zbudowany. W latach 60. XX w. zmieniono ją na Krasnyje Zori (ros. Красные Зори), od położonej ok. 2 km od przystanku fermy drobiu o tej nazwie. Prawdopodobnie zmiana nazwy miała zamaskować na mapach istnienie tu zakładów wojskowych.
W latach 10. XXI w. Wyższa Szkoła Zarządzania Petersburskiego Uniwersytetu Państwowego wystąpiła o zmianę nazwy na Michajłowskaja Dacza. Nawiązuje ona do położonego w pobliżu zespołu pałacowo-parkowego Michajłowskaja dacza, przed rewolucją październikową należącego do Romanowów, a obecnie będącego siedzibą wnioskodawcy. Propozycję poparły Koleje Rosyjskie. W 2020 wniosek został pozytywnie zaopiniowany przez Komisję Toponimiczną Petersburga i tym też roku nazwa uległa zmianie. Był to pierwszy przypadek zmiany nawiązującej do komunizmu nazwy obiektu kolejowego w Petersburg na nazwę całkiem nową (dotychczas dekomunizując nazewnictwo przywracano nazwy historyczne obiektom powstałym w czasach carskich).